# 池波正太郎
池波 正太郎（いけなみ しょうたろう、1923年〈大正12年〉1月25日 - 1990年〈平成2年〉5月3日）は、戦後の日本を代表する時代小説・歴史小説作家。『鬼平犯科帳』『剣客商売』『仕掛人・藤枝梅安』『真田太平記』など、戦国・江戸時代を舞台にした時代小説を次々に発表する傍ら、映画評論家としても著名であった。映画ではとりわけフランス映画の名作、とりわけフィルム・ノワールを好み、監督ではジュリアン・デュヴィヴィエや俳優ジャン・ギャバンを敬愛している他、美食家（食通）として多くのエッセイを著している。

## 略歴

### 生い立ち
1923年（大正12年）1月25日、東京市浅草区聖天町（現：東京都台東区浅草7丁目）に生れる。父・富治郎は日本橋の錦糸問屋に勤める通い番頭、母・鈴は浅草の錺職・今井教三の長女で、正太郎は長男であった。この年9月1日、関東大震災が起こり、両親とともに埼玉県浦和に避難し引越、6歳まで同地に居住。1929年（昭和4年）、両親と共に下谷に戻る。正太郎は根岸小学校に入学する。商売不振だった富治郎は近親の出資により上根岸で撞球場を開業するも、この年不和により両親は離婚した。
正太郎は母に引き取られ、浅草永住町の祖父の家に移り、学校は下谷の西町小学校（後の台東区立西町小学校。1998年に閉校）に転入した。祖父・今井教三は御家人の家に養子入りした職人気質・江戸っ子気質の人物で、忙しい母親に代わって正太郎をかわいがった。この時期、母は働きながら今井家の家計を支え、一時正太郎を預けたまま再婚をしたが、不縁となり、実家に戻った。この二度目の結婚によって、正太郎には異父弟が一人できた。小学校時代の正太郎は図画を得意とし、将来は日本画家鏑木清方の弟子となることを夢見る一方、チャンバラものの剣劇映画と少年向け小説を大いに好み、小遣い銭で買い食いを楽しんでいた。
1935年（昭和10年）、西町小学校を卒業。担任教師は進学を勧めたが、家庭の事情により奉公に出た。親戚の伝手によって最初は株式現物取引店・田崎商店に出るが、半年あまりでペンキ屋に奉公を変わり、さらにそこも退いて株式仲買店・松島商店に入り、以後、1942年（昭和17年）に国民勤労訓練所に入所するまで、同店で勤務す。チップや小遣い銭を元手に内緒の相場に手を出し月給を上回る収入を得ていた。兜町時代の正太郎はこれを「軍資金」として読書、映画、観劇にはげみ、登山や旅行を楽しみ、剣術道場にも足を運ぶ一方、諸方を食べ歩き、吉原でも遊蕩した。特にこの時期、読書・映画への興味が深まったことはもとより、歌舞伎・新国劇・新劇などの舞台を盛んに見物し、歌舞伎への理解を深めるために長唄まで習っていた。

### 終戦まで
1941年（昭和16年）12月、太平洋戦争が開戦、翌年に勤労動員により、松島商店を退職し国民勤労訓練所に入所。同年には芝浦・萱場製作所に配属され、ここで旋盤機械工としての技術を学んだ。所長の意向ではじめ経理を担当する予定であったものが、池波本人のたっての望みで現場担当となり、上司の丁寧な指導もあって数か月間で技術を習熟した。この間には「婦人画報」の朗読文学欄にスケッチなどを投稿、また「休日」で選外佳作（1943年5月号）、「兄の帰還」で入選（同7月号）、「駆足」で佳作入選（同11月号）、「雪」で選外佳作（同12月号）。「兄の帰還」で賞金50円を得て、これが自身初めての原稿収入となった。
1943年（昭和18年）の冬には岐阜太田の工場に転勤となり、当地で旋盤工の教育係を兼ねた。翌年元日には名古屋の製鋼所に徴用されていた父と久しぶりに再会。休日には中部地方の山をめぐり、東京に足を伸ばして歌舞伎を見物したが、前年、成年に達した正太郎のもとにも、ついに召集令状が来て、工場を退職。
1944年4月、横須賀海兵団に入団。間もなく武山海兵団内自動車講習所に入所。しかし、教官の暴力的な教えかたや物資横流しに反感を持ち、ことあるごとに反抗的な態度を取り、繰返し制裁を受け、同所を修了しないまま退所。横浜磯子の八〇一空に転属となり、通信任務（電話交換手）を担当。1945年（昭和20年）3月10日には東京大空襲で浅草永住町の家が焼失。水兵長に昇進し米子の美保航空基地に転属。同地で電話交換室の室長となった。戦況が悪化し、全国的に空襲の危機にさらされるなか、米子では比較的平穏な日々がつづき、この時期、正太郎は余暇に俳句や短歌を作ることに熱中した。8月15日の敗戦によるポツダム進級で二等兵曹、残務処理を終えて8月24日に帰京した。

### 劇作家として
1945年10月には、帝国劇場で六代目尾上菊五郎の『銀座復興』を観劇した。1946年（昭和21年）、占領下の東京都職員となり下谷区役所に勤務、学生アルバイトを伴い各所にDDTを撒布してまわることだった。空襲によって家を失っていたうえに、借家の家主が疎開先から帰ってきたため、役所内に寝泊りして作業に没頭する一方、この年に創設された読売新聞演劇文化賞に向けて、戯曲「雪晴れ」を執筆。同作品は入選第四位となり、新協劇団で上演された。区役所勤務を継続しつつ、翌年「南風の吹く窓」で同賞佳作入選を果たした。
1948年（昭和23年）には習作を手に初めて長谷川伸を訪問。翌年より本格的に劇作を師事し、門下の批評会「二十六日会」にも参加した。この前後の習作に『牡丹軒』『手』『蛾』など。『手』は新国劇での上演が検討された。1950年（昭和25年）、片岡豊子と結婚し、借家して所帯を持ったが、間もなく申しこんでいた住宅抽選に当選し、新国劇で上演された『鈍牛』の上演料などで新居を建てた。以後、座付作者といわれるほどに新国劇と関係を深めた正太郎は、辰巳柳太郎・島田正吾らに『檻の中』（1952年）、『渡辺華山』（1953年）などを提供する一方で、長谷川の強い勧めによって小説でも、新鷹会の雑誌「大衆文芸」に『厨房にて』（1954年）などの作品を発表した。

### 小説家へ
1955年（昭和30年）1月、劇作における代表作のひとつ『名寄岩』が上演され、自ら演出をも行った。これにより文筆によって立つ自信を得て、都職員を退職（あえて昇進を断り、外回りの職に徹しており、この時期は目黒税務事務所で収税を行っていた）。翌年には『牧野富太郎』、井上靖原作の『風林火山』『黒雲谷』『賊将』など、新国劇で作品を次々と上演する一方、「大衆文芸」誌に定期的に小説を寄せつづけた。初期には現代ものの作品が多かったが、1956年11月・12月号に分載した『恩田木工（真田騒動）』によって、歴史小説・時代小説を執筆活動の中心に据えるようになった。『恩田木工』は翌年、56年下期の直木賞候補となるものの落選。以降劇作と平行して着実に小説の執筆をつづけ、1959年（昭和34年）9月には処女作品集『信濃大名記』を光書房から上梓する。この間『眼』（57年上期）、『信濃大名記』（同下期）、『応仁の乱』（58年下期）、『秘図』（59年上期）で計5回直木賞候補となるも、選考委員であった海音寺潮五郎の酷評もあり受賞には至らなかった。私生活では1958年（昭和33年）暮れ、出征直前に名古屋で会って以来音信不通になっていた父と久々の再会を果たした。正太郎は母とともに同居することを勧めたが、聞き入れられることはなかった。
1960年（昭和35年）、「オール讀物」6月号に発表した『錯乱』によって直木賞（上期）を受賞した。長谷川はわがことのように喜び、少年期から愛読者だった大佛次郎より賞を手渡された。受賞後も数年は『清水一角』『加賀騒動』などの脚本を書き、『北海の男』（「オール讀物」60年10月号）、『鬼坊主の女』（「週刊大衆」同年11月7日号）、『卜伝最後の旅』（「別冊小説新潮」61年1月号）、『色』（「オール讀物」同年8月号）、『火消しの殿』（「別冊小説新潮」62年1月号）、『人斬り半次郎』（「アサヒ芸能」同年10月28日号 - 64年1月26日号）、『あばた又十郎』（「推理ストリー」63年1月号）、『さむらいの巣』（「文芸朝日」同年6月号）、『幕末新撰組』（「地上」同年1月号 - 64年3月号）、『幕末遊撃隊』（「週刊読売」同年8月4日号 - 12月29日号）など、初期代表作の小説を次々と発表、このうち『色』は『維新の篝火』（1961年）の題名で直ちに映画化された。一方で劇作家として、1963年（昭和38年）に子母沢寛原作『おとこ鷹』の脚色を行ったのち、しばらく演劇界・新国劇との関係を断ち、小説に専念するようになった。新国劇のありかたへの疑問や正太郎の一徹さからくる周囲との軋轢が原因であった。同年6月11日、師・長谷川伸が没し、これを契機として二十六日会・新鷹会などを退会し、以後はいかなる団体にも属さず執筆をつづけた。

### 鬼平犯科帳
四十代に入った正太郎は、『江戸怪盗記』（「週刊新潮」64年1月6日号）、『おせん』（「小説現代」同年7月号）、『堀部安兵衛』（「中国新聞」同年5月14日 - 66年5月24日）、『出刃打お玉』（「小説現代」65年3月号）、『同門の宴』（「オール讀物」同年9月号）、『あほうがらす』（「小説新潮」67年7月号）など従来からの歴史小説に加えて江戸の市井に題材を採った時代小説作品を多く手がけるようになったが、なかでも1967年（昭和42年）12月の「オール讀物」に発表した『浅草御厩河岸』は読者から高い評価を受け、次号以降断続的にシリーズとして連載が開始された。これが代表作となった『鬼平犯科帳』の第一作目である。「寛政重修諸家譜」のなかで出会った長谷川平蔵という人物に強い興味を持っていたが、旧知の八代目松本幸四郎をモデルに、世の善悪に通じ、強烈なリーダーシップと情愛を兼ね備えた平蔵を描出するとともに、火付盗賊改方と盗賊たちの相克を通して「よいことをしながらわるいことをする」人間の矛盾を描き、悪漢小説として読者の広範な支持を受けた。同時期の歴史小説は『さむらい劇場』（「週刊サンケイ」66年8月22日号 - 67年7月17日号）、『上泉伊勢守（日本剣客伝）』（「週刊朝日」67年4月28日号 - 6月16日号）、『蝶の戦記』（「信濃毎日新聞」ほか同年4月30日 - 68年3月31日）、『近藤勇自書』（「新評」同年10月号 - 69年3月号）などが挙げられる。昼に起き夜中に執筆する生活習慣は相変わらずであったが、元来速筆家で仕事の合間に取材旅行を含めて旺盛に旅行し、映画・演劇鑑賞も盛んに行っていた。
『鬼平』連載開始の翌1968年（昭和43年）には、担当編集者の求めにより自伝的随筆『青春忘れもの』（「小説新潮」68年1月号 - 12月号）を執筆。旧友「井上留吉」という架空の人物を登場させたが、観劇・読書・旅行・食べ歩きを楽しんだ青春時代の思い出を戦前の兜町を舞台として描いたこの作品は読者から強い支持を受けた。翌1969年（昭和44年）にはNETテレビで『鬼平犯科帳』が連続ドラマ化され、さらに1971年（昭和46年）には同シリーズ中『狐火』を舞台化。各・主演は八代目幸四郎で、特にテレビ版は度々再放送され時代劇として高い評価を受け、以後の評価を不動のものとした。『鬼平』の連載は「オール讀物」誌上にあって依然好調であり、1968年に単行本第一巻が刊行されて後、『兇剣』（69年）、『血闘』（70年）、『狐火』（71年）、『流星』（72年）と年一冊のペースで新作が世に送り出された。江戸の市井を舞台とした作品でも、幡随院長兵衛を描いた『侠客』（「サンケイスポーツ」68年10月28日 - 69年9月5日）、忠臣蔵に取材した『編笠十兵衛』（「週刊新潮」69年5月31日号 - 70年5月16日号）、大石内蔵助を主人公とした『おれの足音』（「東京新聞」ほか70年3月20日 - 71年6月17日）などの作品が発表された。

### 剣客商売・仕掛人
1972年（昭和47年）には「小説新潮」1月号に「剣客商売」を発表した。京都の古書店で偶然見かけた歌舞伎役者・二代目中村又五郎をモデルに、孫のような少女と夫婦になって隠棲する老剣客・秋山小兵衛を描き出し、朴訥誠実で世に疎い小兵衛の長男・大治郎、田沼意次の娘である女剣客・佐々木三冬といった人物を周囲に配して、江戸市井に起こる事件を解決していく、代表作となり人気を博した。翌73年4月にテレビドラマ『剣客商売』が放送開始された。
1972年「小説現代」3月号に『仕掛人・藤枝梅安』シリーズ第1作となる『おんなごろし』を発表。同誌6月号には第二作『殺しの四人』が掲載され、この作品は年末に小説現代読者賞を受賞。仕掛人という言葉は流行語となり、同年9月より朝日放送で『必殺仕掛人』が放送開始された。翌73年には『鬼平犯科帳』を「オール讀物」1月号 - 12月号に、『剣客商売』を「小説新潮」1月号 - 12月号に、『仕掛人』を「小説現代」2、7、9、10月号に、並行連載した。
また同時期には『雲霧仁左衛門』（「週刊新潮」72年8月26日号 - 74年4月4日号）、『剣の天地』（「東京タイムズ」ほか、73年5月15日 - 74年3月30日）の長編作品や、随筆『食事の情景』（「週刊朝日」72年1月7日号 - 73年7月27日号）なども連載。1973年には立風書房で『池波正太郎自選傑作集』全5巻を刊行。仕掛人もの『春雪仕掛針』で小説現代読者賞を再び受賞した。
1974年（昭和49年）に「週刊朝日」で『真田太平記』（1月4日号 - 80年12月15日号）が連載開始、同年には『男振』（「太陽」7月号 - 77年9月号）の連載もはじまり、2月には『必殺仕掛人』が映画化、11月には『秋風三国峠』が新国劇で上演された。1975年（昭和50年）は『梅安最合傘』で三たび小説現代読者賞受賞、「鬼平」「剣客」「梅安」「真田」連載に加え、劇作でも、新国劇のほかに、歌舞伎にも脚本を提供するようになり、原作・脚本両方を含め、『出刃打お玉』（2月歌舞伎座）、『剣客商売』（6月帝国劇場）、『必殺仕掛人』（9月明治座）『手越の平八』（11月明治座）の五つの舞台に係わり、翌1976年にはさらに『黒雲峠』（4月、演出担当）、『江戸女草紙・出刃打お玉』（5月、演出担当）、『侠客幡随院長兵衛』（10月）を上演。

### 三大シリーズとともに
一連の舞台のなかで1975年の『出刃打お玉』『剣客商売』などで中村又五郎とともに仕事をし、親交を深めたが、1976年（昭和51年）より『又五郎の春秋』（「中央公論」7月号 - 77年6月号）を連載した。同年にはこのほか『散歩のとき何か食べたくなって』（「太陽」1月号 - 77年6月号）、『おとこの秘図』（「週刊新潮」1月号 - 77年5月12日号）および三大シリーズの諸篇を発表。1977年（昭和52年）にはさらに新連載『忍びの旗』（「読売新聞」夕刊11月26日 - 78年8月22日）が始まった。同年、「鬼平犯科帳」「剣客商売」「仕掛人・藤枝梅安」を中心とした作家活動によって、第11回吉川英治文学賞受賞。『市松小僧の女』（2月）、『真田太平記』（11月）が舞台化され、NHK「この人と語ろう」に出演し、映画『トップ・ハット』の曲『ピコリーノ』の演奏をリクエストした。またこの年の初夏、初めてフランスを中心にヨーロッパへ長期旅行した。
1978年（昭和53年）、「鬼平」「剣客」のほか、『旅路』（「サンケイ新聞」5月13日 - 79年5月7日）の連載を開始する一方、『あいびきの女』（2月歌舞伎座）、『狐火』（11月明治座）で脚本と演出を担当。また前年の『市松小僧の女』が高い評価を受け、第3回大谷竹次郎賞を受賞。7月には『雲霧仁左衛門』が映画化された。この年、「池波正太郎短篇小説全集」全10巻・別1巻が立風書房より刊行された。翌1979年（昭和54年）には三大シリーズの執筆に専念し、以前からの連載のほかは、『日曜日の万年筆』（「毎日新聞」2月4日 - 80年1月27日）、『よい匂いのする一夜』（「太陽」7月号 - 81年5月号）のエッセイ二作が発表されたのみであった。この年の秋にはふたたびヨーロッパに旅行した。1980年（昭和55年）、この年も「鬼平」「剣客」のほか『味の歳時記』（「芸術新潮」1月号 - 12月号）を連載した。なお同年には『真田太平記』が完結。82年までにすべてが単行本化した。初夏には三たびヨーロッパを旅行。1981年（昭和56年）、『黒白』（「週刊新潮」4月23日号 - 82年11月4日号）を発表。さらにエッセイ『むかしの味』（「小説新潮」1月号 - 82年12月号）の連載のほか、書き下ろしとして『男の作法』（ごま書房）、『田園の微風』（講談社）を上梓した。このころよりヨーロッパ旅行を基としたエッセイも多数発表され、1982年（昭和57年）にはフランスを舞台とした小説『ドンレミイの雨』（「小説新潮」9月号）を発表した。また同年には『新潮45＋』に「新潮45＋封切館」の連載（5月号 - 83年4月号）を持った。初夏には四たびヨーロッパ旅行に赴いた。1983年（昭和58年）、『鬼平』『剣客』『梅安』に加え、『雲ながれゆく』（「週刊文春」1月6日号 - 8月18・25日合併号）、『食卓のつぶやき』（「週刊朝日」10月14日号 - 84年7月20日号）を発表した。老舗タウン誌『銀座百点』に公開日誌「銀座日記」を連載開始。

### 晩年
1984年（昭和59年）には「鬼平」「剣客」のほか『乳房』（「週刊文春」1月5日号 - 7月26日号）を新連載。秋には5度目のヨーロッパ旅行を行う。翌1985年（昭和60年）には『まんぞくまんぞく』（「週刊新潮」5月30日号 - 11月28日号）と「秘伝の声」（「サンケイ新聞」8月19日 - 86年4月30日）を発表。また『池波正太郎のパレット遊び』と題して小画集を角川書店から刊行した。同年、紫綬褒章受章。「鬼平」「剣客」「梅安」を平行して連載。さらに『秘密』（「週刊文春」2月6日号 - 9月11日号）を執筆し、3月の新国劇公演で自作の『黒雲峠』と長谷川伸の原作をもとに脚色した『夜もすがら検校』の演出として参加。新国劇は翌年解散となり、結果として同劇団では、池波脚本で最後の公演となった。1987年（昭和62年）、三大シリーズを「剣客」一本にしぼり、「波」に『原っぱ』を連載した（1月号 - 88年2月号）。同年1月、西武百貨店池袋本店にて「池波正太郎展」開催。1988年、この年はまとまった仕事（以前からの連載を除いて）として『江戸切絵図散歩』（「小説新潮」1月号 - 12月号）のみにとどめ、5月にフランス、9月にドイツ・フランス・イタリアへ旅行したが、生前最後の海外旅行となった。この年12月、「大衆文学の真髄である新しいヒーローを創出し、現代の男の生き方を時代小説の中に活写、読者の圧倒的支持を得た」として第36回菊池寛賞受賞。
1989年（昭和64年）1月7日に昭和天皇が崩御し、平成と改元。正太郎も前年末から体調は芳しくなかったが、回復を待って『剣客商売　浮沈』（「週刊新潮」2月号 - 7月号）、『仕掛人・藤枝梅安　梅安冬時雨』（「小説現代」12月号 - ）、『鬼平犯科帳　誘拐』（「オール讀物」12月号 - ）の連載を開始した。5月には銀座和光で個展「池波正太郎絵筆の楽しみ展」が開催された。明けて1990年（平成2年）、二代目中村吉右衛門主演のテレビドラマ『鬼平犯科帳』が好評を博し、2月には吉右衛門主演の『狐火』が歌舞伎座で上演されるが、正太郎の体調は依然芳しくなかった。3月、急性白血病で三井記念病院に緊急入院、5月3日に同病院にて死去。67歳没。連載中の『仕掛人・藤枝梅安 梅安冬時雨』と『鬼平犯科帳 誘拐』は同年4月号分で未完絶筆となった。5月6日、千日谷会堂にて葬儀及び告別式。山口瞳が弔辞を読んだ。法名は「華文院釈正業」。浅草西光寺（真宗大谷派）に葬られた。没後、勲三等瑞宝章受章。
1998年（平成10年）11月、長野県上田市に「池波正太郎真田太平記館」が開館した。
2006年（平成18年）5月、富山県南砺市井波（旧井波町）に「池波正太郎ふれあい館」が開館した。池波の先祖は井波の宮大工で、天保年間に江戸へ移り住んだことがわかっている。こうした縁で池波が寄贈した直筆の書や原稿、地元関係者に送った手紙などが展示されている。

## 受賞歴
- 1955年（昭和30年）『太鼓』で第2回新鷹会賞奨励賞
- 1956年（昭和31年）『天城峠』で第3回新鷹会賞
- 1960年（昭和35年）『錯乱』で第43回直木三十五賞
- 1972年（昭和47年）『殺しの四人』で第5回小説現代ゴールデン読者賞
- 1973年（昭和48年）『春雪仕掛針』で第7回小説現代ゴールデン読者賞
- 1977年（昭和52年）『市松小僧の女』で第6回大谷竹次郎賞、『鬼平犯科帳』『剣客商売』『仕掛人・藤枝梅安』で第11回吉川英治文学賞
- 1986年（昭和61年） 紫綬褒章
- 1988年（昭和63年）第36回菊池寛賞

## 池波正太郎を取り上げた番組
- グルメに関してのエッセーはNHKラジオ第1放送「ラジオ深夜便」のアンカーコーナー「味なサウンド」（朗読・司会：立子山博恒アナウンサー）として1997年ごろに放送された他、ニッポン放送とABCラジオで2006年10月7日より2007年3月と、2007年10月から（LFのみ）放送の「味な歳時記 池波正太郎その世界」（朗読・パーソナリティー：栗村智アナウンサー）で取り上げられた。
- 『うまいが一番』（フジテレビ）という池波作品の料理シーンを取りあげるミニ番組も制作されている。
- 池波の生涯を取りあげた番組としては、『知ってるつもり?!』（日本テレビ）や『ワーズワースの庭で』（フジテレビ）などがある。

## 池波正太郎記念文庫
池波正太郎の死後、2001年（平成13年）9月26日に台東区生涯学習センター1階台東区立中央図書館内に池波正太郎記念文庫が開設された。池波正太郎の遺品、原稿、台本、絵画などが展示されている。

## 主な刊行作品一覧

### 歴史小説ほか
- 『信濃大名記』光書房 1959
- 『竜尾の剣』東方社 1960
- 『錯乱』文藝春秋新社 1960 のち春陽文庫 - 短編集
- 『応仁の乱』東方社 1960
- 『真田騒動 恩田木工』東方社 1960 のち新潮文庫 - 短編集
- 『眼(め)』東方社 1961
- 『夜の戦士』東方社 1963
- 『人斬り半次郎』東方社 1963 「人斬り半次郎 幕末編」角川文庫、新潮文庫
  - 『人斬り半次郎 賊将編』学習研究社 1970 のち角川文庫、新潮文庫
- 『幕末遊撃隊』講談社 1964 「剣士伊庭八郎」、原題で集英社文庫
- 『賊将』東方社 1964 のち新潮文庫、角川文庫 - 短編集
- 『幕末新選組』文藝春秋新社（ポケット文春）1964　のち文庫
- 『真説・仇討ち物語』アサヒ芸能出版（平和新書）1964　「仇討ち物語」春陽文庫 - 短編集
- 『忍者丹波大介』新潮社 1965 のち文庫、角川文庫
  - 『火の国の城』文藝春秋 1971 のち文庫（丹波大介もの）
- 『娼婦の眼』青樹社 1965 のち講談社文庫
- 『青空の街』青樹社 1965 のち集英社文庫
- 『信長と秀吉・関ケ原の決戦』（物語日本史 6）学習研究社  1967 「信長と秀吉と家康」PHP文庫
- 『西郷隆盛』（近代人物叢書）人物往来社 1967のち角川文庫
- 『堀部安兵衛』徳間書店 1967 のち角川文庫、新潮文庫
- 『スパイ武士道』青樹社 1967 のち集英社文庫
- 『さむらい劇場』サンケイ新聞出版局 1967 のち新潮文庫
- 『忍者群像』東都書房 1967 のち角川文庫、文春文庫 - 短編集
- 『卜伝最後の旅』人物往来社（歴史小説選書）1967 のち角川文庫、「上意討ち」新潮文庫 - 短編集
- 『にっぽん怪盗伝』サンケイ新聞社出版局 1968 のち角川文庫 - 短編集
- 『仇討ち』毎日新聞社 1968 のち角川文庫 - 短編集
- 『炎の武士』東方社 1968 のち角川文庫 - 短編集
- 『武士の紋章 男のなかの男の物語』芸文社 1968 のち新潮文庫 - 短編集
- 『鬼平犯科帳』シリーズ 文藝春秋 のち文庫（初期解説は植草甚一）
  - 鬼平犯科帳 1968
  - 血闘 1970
  - 狐火 1971
  - 流星 1972
  - 追跡 1973
  - 密告 1974
  - 五月闇 新・鬼平犯科帳 1976
  - 一本眉 1976
  - 雲竜剣 1977
  - 影法師 1977
  - 鬼火 1978
  - 草雲雀 1978
  - 霧の朝 1979
  - 助太刀 1980
  - 春の淡雪 1982
  - 迷路 1984
  - 炎の色 1987
  - 誘拐 1990
- 『剣客群像』桃源社 1969 のち文春文庫 - 短編集
- 『近藤勇白書』講談社 1969 のち角川文庫
- 『蝶の戦記』文藝春秋 1969 のち文庫
- 『江戸の暗黒街』学習研究社 1969 のち角川文庫、新潮文庫 - 短編集
- 『戦国幻想曲』毎日新聞社 1970 のち角川文庫、新潮文庫
- 『夜の戦士』文藝春秋（ポケット文春）1970　のち角川文庫
- 『ひとのふんどし』東京文芸社（Tokyo books）1970　「緑のオリンピア」講談社文庫 - 短編集
- 『槍の大蔵』桃源社（ポピュラー・ブックス）1970 - 短編集
- 『編笠十兵衛』新潮社 1970 のち文庫
- 『闇は知っている』桃源社 1971 のち新潮文庫
- 『おれの足音 大石内蔵助』文藝春秋 1971 のち文庫
- 『英雄にっぽん 小説山中鹿之介』文藝春秋 1971 のち角川文庫、集英社文庫
- 『まぼろしの城』講談社 1972 のち文庫
- 『その男』文藝春秋 1972 のち文庫
- 『あいびき -江戸の女たち-』講談社 1972 - 短編集
  - 『おせん』新潮文庫 1985 - 改題したもの
- 『忍びの風』文藝春秋 1972 のち文庫
- 『この父その子』東京文芸社 1972
- 『獅子』中央公論社 1973 のち文庫（真田信之）
- 『黒幕』東京文芸社 1973 のち新潮文庫 - 短編集
- 『剣客商売』シリーズ、新潮社 のち文庫
  - 剣客商売 1973
  - 陽炎の男 1973
  - 辻斬り 1973
  - 天魔 1974
  - 白い鬼 1975
  - 新妻 1976
  - 隠れ簑 1976
  - 狂乱 1977
  - 待ち伏せ 1978
  - 春の嵐 1978
  - 勝負 1979
  - 剣客商売十番斬り 1980
  - 黒白 剣客商売番外編 1983
  - 波紋 1983
  - 暗殺者 1985
  - 剣客商売二十番斬り 1987
  - ないしよないしよ 剣客商売番外編 1988
  - 浮沈 1989
- 『仕掛人・藤枝梅安』シリーズ 講談社、のち文庫
  - 殺しの四人 1973
  - 梅安蟻地獄 1974
  - 梅安最合傘 1977
  - 梅安針供養 1979
  - 梅安乱れ雲 1983
  - 梅安影法師 1987
  - 梅安冬時雨 1990
- 『真田太平記』全16巻 朝日新聞社 1974-1983 のち新潮文庫
- 『雲霧仁左衛門』新潮社 1974 のち文庫
- 『闇の狩人』新潮社 1974 のち文庫、角川文庫
- 『戦国と幕末 乱世の男たち』東京文芸社 1975 のち角川文庫
- 『男振』平凡社 1975 のち新潮文庫
- 『剣の天地』新潮社 1975 のち文庫（上泉信綱）
- 『忍びの女』講談社 1975 のち文庫
- 『おとこの秘図』全6巻 新潮社 1977 - 1978 のち文庫
- 『忍びの旗』新潮社 1979 のち文庫
- 『侠客』新潮文庫　1979 角川文庫
- 『旅路』文藝春秋 1979 のち文庫
- 『夜明けの星』毎日新聞社 1980 のち文春文庫
- 『男の系譜』立風書房 1982 のち新潮文庫
- 『雲ながれゆく』文藝春秋 1983 のち文庫
- 『乳房』文藝春秋 1984 のち文庫
- 『あほうがらす』新潮文庫 1985 - 短編集
- 『殺しの掟』講談社文庫 1985 - 短編集
- 『まんぞくまんぞく』新潮社 1986 のち文庫
- 『秘伝の声』新潮社 1986 のち文庫
- 『秘密』文藝春秋 1987 のち文庫　新装版2013
- 『原っぱ』新潮社 1988 のち文庫
- 『あばれ狼』新潮文庫 1989 - 短編集
- 『谷中・首ふり坂』新潮文庫 1990 - 短編集
- 『若き獅子』講談社文庫 1994 - 短編集
- 『熊田十兵衛の仇討ち』双葉社 1996 のち文庫 - 短編集

### 舞台
- 『池波正太郎が書いたもうひとつの「鬼平」「剣客」「梅安」』小島香編、武田ランダムハウスジャパン 2010
- 『銀座並木通り　池波正太郎初期戯曲集』幻戯書房 2013

### 随筆・日記など
- 『青春忘れもの』毎日新聞社 1969 のち中公文庫、新潮文庫
- 『新選組異聞 歴史エッセイ集』新人物往来社 1972
- 『食卓の情景』朝日新聞社 1973 のち新潮文庫
- 『江戸古地図散歩 回想の下町』正・続 平凡社カラー新書 1975、新編「江戸古地図散歩」コロナ・ブックス
- 『映画を食べる』立風書房 1975 のち河出文庫
- 『男のリズム』角川書店 1976 のち文庫、立風書房
- 『池波正太郎の映画の本』文化出版局 1976
- 『又五郎の春秋』中央公論社 1977 のち文庫 - 2代目中村又五郎の聞き書き
- 『回想のジャン・ギャバン フランス映画の旅』平凡社カラー新書 1977
- 『新年の二つの別れ』朝日新聞社 1977 のち文庫、同新編「小説の散歩みち」
- 『私のスクリーン&ステージ』雄鶏社 1977
- 『散歩のとき何か食べたくなって』平凡社 1977 のち新潮文庫、新編・平凡社コロナ・ブックス
- 『フランス映画旅行』文藝春秋 1978 のち新潮文庫
- 『私の歳月』講談社 1979 のち文庫
- 『映画を見ると得をする』ごま書房（ゴマブックス）1980 のち新潮文庫
- 『旅と自画像』立風書房 1980
- 『最後のジョン・ウェイン 池波正太郎の「映画日記」1978.2-1979.9』講談社 1980 のち新編文庫 全1巻
- 『日曜日の万年筆』新潮社 1980 のち文庫
- 『よい匂いのする一夜 あの宿この宿』平凡社 1981 のち講談社文庫
- 『男の作法』ごま書房（ゴマブックス）1981 のち新潮文庫
- 『旅は青空』新潮社 1981 のち文庫、新編「あるシネマディクトの旅」文春文庫
- 『田園の微風』講談社 1981 のち文庫
- 『味と映画の歳時記』新潮社 1982 のち文庫
- 『一年の風景』朝日新聞社 1982 のち文庫
- 『ドンレミイの雨』朝日新聞社 1983 のち新潮文庫
- 『ラストシーンの夢追い 池波正太郎の「映画日記」1979・10-1981・9』講談社 1983 のち新編文庫
- 『池波正太郎のフィルム人生』新潮文庫 1983
- 『むかしの味』新潮社 1984 のち文庫
- 『食卓のつぶやき』朝日新聞社 1984 のち文庫
- 『夜明けのブランデー』文藝春秋 1985 のち文庫
- 『池波正太郎の銀座日記 part 1・2』朝日新聞社 1985-88 のち新潮文庫（全1巻 改版）
- 『スクリーンの四季 池波正太郎の「映画日記」 1982・10-1984・12』講談社 1985 のち新編文庫
- 『池波正太郎のパレット遊び 画文集』角川書店 1985
- 『東京の情景』朝日新聞社 1985 のち文庫
- 『ルノワールの家』朝日新聞社 1985 のち文庫
- 『新私の歳月』講談社 1986 のち文庫
- 『きままな絵筆 Essai en images』講談社 1987 のち文庫
- 『ル・パスタン』文藝春秋 1989 のち文庫
- 『江戸切絵図散歩』新潮社 1989 のち文庫
- 『池波正太郎の春夏秋冬』文藝春秋 1989 のち文庫
- 『最後の映画日記』河出書房新社 2004 - ※以下は没後刊
- 『歴史を探る・人生を探る』河出書房新社 2006
- 『一升桝の度量』幻戯書房 2011
- 『味な映画の散歩道』河出書房新社 2013
- 『正太郎名画館』河出書房新社 2013
- 『人生の滋味　池波正太郎かく語りき』幻戯書房 2023。全集未収録
- 『チキンライスと旅の空』中央公論新社 2022

### 共著・編著
- 『捕物小説名作選』池波選、集英社文庫 1980 のち改版
- 『池波正太郎・鬼平料理帳』佐藤隆介編、文藝春秋 1982 のち文庫
- 『梅安料理ごよみ』佐藤隆介・筒井ガンコ堂編、講談社 1984 のち文庫
- 『肴　日本の名随筆26』池波編 作品社 1984
- 『酒と肴と旅の空』池波編 新潮社「エッセイおとなの時間」1985 のち光文社文庫
- 『鬼平犯科帳の世界』池波編 文春文庫 1990
- 『剣客商売 庖丁ごよみ』新潮社 1991 のち文庫
- 『映画行脚』淀川長治共著、河出書房新社 2004
- 『そうざい料理帖　巻一・二』矢吹申彦絵、平凡社 2004、平凡社ライブラリー 2011
- 『食べ物日記 鬼平誕生のころ』文藝春秋 2009 のち文庫。昭和43年前後の記録

## 図版・その他
- 『新潮日本文学アルバム53 池波正太郎』新潮社 1993
- 『池波正太郎の世界』太陽編集部編、平凡社「コロナ・ブックス」1998
- 『池波正太郎が残したかった「風景」』新潮社「とんぼの本」2002
- 『池波正太郎と歩く京都』重金敦之解説、新潮社「とんぼの本」2010
- 『別冊太陽　池波正太郎　練達の人』平凡社 2010
- 『総特集 池波正太郎』河出書房新社「文藝別冊」2005、新版2013、2020
- 『池波正太郎を読む』『歴史読本』編集部 新人物往来社 2010
- 入門『池波正太郎全仕事』文春文庫 2010
- 入門『文豪ナビ 池波正太郎』新潮文庫 2020
- 入門『ずばり池波正太郎』里中哲彦、文春文庫 2023
- 朗読『鬼平犯科帳』朗読：古今亭志ん朝、CD4枚組：日本音声保存 2005
- 評伝『小説仕事人・池波正太郎』重金敦之、朝日新聞出版 2009
- 重金敦之・野崎洋光『池波正太郎の江戸料理を食べる』朝日新聞出版 2012

## 作品集成
立風書房
- 池波正太郎自選傑作集 全5巻 1973
- 池波正太郎短編小説全集 全10巻別巻1 1978-1981、新編全3巻 1983
- 池波正太郎短篇コレクション 全16巻 1991-1992

朝日新聞社
- 池波正太郎作品集 全10巻 1976
- 池波正太郎自選随筆集 全2巻 1988、朝日文庫 全3巻 1996-1997
- 池波正太郎エッセイ・シリーズ 朝日文庫 全7巻 2007-2008

講談社
- 池波正太郎傑作壮年期短編集 全2巻 1990-1991
- 完本 池波正太郎大成 全30巻別巻1 1998-2001
- 池波正太郎未刊行エッセイ集 全5巻 2003、講談社文庫 2007
  - おおげさがきらい
  - わたくしの旅
  - わが家の夕めし
  - 新しいもの古いもの
  - 作家の四季

新潮社
- 剣客商売全集 全9巻 1992

リブリオ出版
- 池波正太郎短編ベストコレクション 全6巻 2008